# 孚玉镇
孚玉镇，是中华人民共和国安徽省安庆市宿松县下辖的一个乡镇级行政单位。2022年5月，将宿松县孚玉镇龙山社区、小湾村、韩岭村和破凉镇振兴社区、新耕村划归龙山街道管辖。

## 行政区划
孚玉镇下辖以下地区：
龙井社区、光明社区、民东社区、民西社区、工农社区、古塔社区、玉龙社区、龙山村、韩岭村、龙跃村、大河村、小湾村和联盟村。